# EMASplus

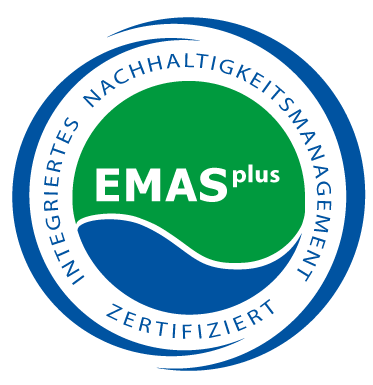
Das EMASplus Logo

EMASplus ist ein anspruchsvolles Nachhaltigkeitsmanagementsystem, welches es Unternehmen und Organisationen ermöglicht, Verantwortung für ihr Handeln zu übernehmen und dabei sowohl ökonomische, ökologische und soziale Auswirkungen betrachtet. Integrale Bestandteile der EMASplus-Zertifizierung sind dabei ein validiertes Umweltmanagementsystem nach der europäischen EMAS-Verordnung oder der internationalen Norm DIN EN ISO 14001:2010, als auch die Kerninhalte des Leitfadens zur gesellschaftlichen Verantwortung (ISO 26000) der Internationalen Organisation für Normung und die EU CSR-Strategie 2011–14. Die Zertifizierungsanforderungen sind in der Richtlinie Nachhaltigkeitsmanagement EMASplus festgelegt.